# Liga de Diamante 2011
La Liga de Diamante 2011 fue la segunda edición del evento organizado por la IAAF, que entregó el Trofeo de diamante a cada uno de los atletas que acumuló más puntos en cada una de las 32 disciplinas atléticas repartidas en ramas masculina y femenina, después de catorce fechas realizadas en diversas partes del mundo. Cada prueba fue realizada en siete oportunidades a lo largo de la temporada.

## Calendario
| Fecha            | Nombre                           | Estadio                       | Ciudad      | País           |
| ---------------- | -------------------------------- | ----------------------------- | ----------- | -------------- |
| 6 de mayo        | Qatar Athletics Super Grand Prix | Estadio Qatar SC              | Doha        | Catar          |
| 15 de mayo       | Shanghai Golden Grand Prix       | Estadio de Shanghái           | Shanghái    | China          |
| 26 de mayo       | Compeed Golden Gala              | Estadio Olímpico de Roma      | Roma        | Italia         |
| 4 de junio       | Prefontaine Classic              | Hayward Field                 | Eugene      | Estados Unidos |
| 9 de junio       | ExxonMobile Bislett Games        | Bislett Stadion               | Oslo        | Noruega        |
| 11 de junio      | Adidas Grand Prix                | Icahn Stadium                 | Nueva York  | Estados Unidos |
| 30 de junio      | Athletissima                     | Stade de La Pontaise          | Lausana     | Suiza          |
| 8 de julio       | Meeting Areva                    | Stade de France               | Saint-Denis | Francia        |
| 10 de julio      | Aviva Birmingham Grand Prix      | Alexander Stadium             | Birmingham  | Reino Unido    |
| 22 de julio      | Herculis                         | Stade Louis II                | Mónaco      | Mónaco         |
| 29 de julio      | DN Galan                         | Estadio Olímpico de Estocolmo | Estocolmo   | Suecia         |
| 5 & 6 de agosto  | London Grand Prix                | Crystal Palace                | Londres     | Reino Unido    |
| 8 de septiembre  | Weltklasse Zürich                | Letzigrund                    | Zúrich      | Suiza          |
| 16 de septiembre | Memorial van Damme               | Estadio Rey Balduino          | Bruselas    | Bélgica        |

## Posiciones

### Hombres
| Pos. | Atleta         | Pts. |
| ---- | -------------- | ---- |
| 1    | Asafa Powell   | 18   |
| 2    | Yohan Blake    | 8    |
| 3    | Nesta Carter   | 4    |
| 4    | Michael Frater | 3    |
| 5    | Walter Dix     | 2    |

| Pos. | Atleta                       | Pts. |
| ---- | ---------------------------- | ---- |
| 1    | Walter Dix                   | 16   |
| 2    | Yohan Blake                  | 8    |
| 3    | Jaysuma Saidy Ndure          | 5    |
| 4    | Nickel Ashmeade              | 2    |
| 5    | Mario Forshyte Ainsley Waugh | 1    |

| Pos. | Atleta              | Pts. |
| ---- | ------------------- | ---- |
| 1    | Kirani James        | 12   |
| 2    | Jermaine Gonzales   | 11   |
| 3    | Christopher Brown   | 6    |
| 4    | LaShawn Merritt     | 6    |
| 5    | Angelo Taylor       | 4    |
| 6    | Greg Nixon          | 2    |
| 7    | Rondell Bartholomew | 1    |

| Pos. | Atleta             | Pts. |
| ---- | ------------------ | ---- |
| 1    | David Rudisha      | 16   |
| 2    | Asbel Kiprop       | 8    |
| 3    | Alfred Kirwa Yego  | 5    |
| 4    | Abubaker Kaki      | 4    |
| 5    | Mohamed Aman       | 4    |
| 6    | Marcin Lewandowski | 4    |

| Pos. | Atleta                  | Pts. |
| ---- | ----------------------- | ---- |
| 1    | Nixon Kiplimo Chepseva  | 12   |
| 2    | Asbel Kiprop            | 11   |
| 3    | Silas Kiplagat          | 10   |
| 4    | Haron Keitany           | 8    |
| 5    | Mekonnen Gebremedhin    | 2    |
| 6    | Augustine Kiprono-Choge | 1    |

| Pos. | Atleta            | Pts. |
| ---- | ----------------- | ---- |
| 1    | Imane Merga       | 15   |
| 2    | Vincent Chepkok   | 7    |
| 3    | Dejen Gebremeskel | 4    |
| 4    | Thomas Longosiwa  | 4    |
| 5    | Tariku Bekele     | 1    |

| Pos. | Atleta                                   | Pts. |
| ---- | ---------------------------------------- | ---- |
| 1    | Paul Kipsiele Koech                      | 17   |
| 2    | Ezekiel Kemboi                           | 16   |
| 3    | Benjamin Kiplagat                        | 5    |
| 4    | Jonathan Muia Ndiku Hillary Kipsang Yego | 3    |

| Pos. | Atleta           | Pts. |
| ---- | ---------------- | ---- |
| 1    | Dayron Robles    | 16   |
| 2    | David Oliver     | 13   |
| 3    | Jason Richardson | 10   |
| 4    | Aries Merritt    | 6    |
| 5    | Dwight Thomas    | 4    |
| 6    | Joel Brown       | 1    |

| Pos. | Atleta            | Pts. |
| ---- | ----------------- | ---- |
| 1    | David Greene      | 16   |
| 2    | Javier Culson     | 15   |
| 3    | Cornel Fredericks | 4    |

| Pos. | Atleta                        | Pts. |
| ---- | ----------------------------- | ---- |
| 1    | Jesse Williams                | 9    |
| 2    | Andréi Silnov                 | 9    |
| 3    | Dimítrios Chondrokoukis       | 8    |
| 4    | Iván Újov                     | 7    |
| 5    | Kyriakos Ioannou              | 6    |
| 6    | Raul Spank                    | 5    |
| 7    | Jaroslav Bába Aleksey Dmitrik | 4    |
| 9    | Trevor Barry                  | 4    |
| 10   | Mutaz Essa Barshim            | 2    |
| 11   | Aleksandr Shustov             | 1    |

| Pos. | Atleta                  | Pts. |
| ---- | ----------------------- | ---- |
| 1    | Renaud Lavillenie       | 20   |
| 2    | Malte Mohr              | 12   |
| 3    | Konstantinos Filippidis | 10   |
| 4    | Romain Mesnil           | 5    |

| Pos. | Atleta              | Pts. |
| ---- | ------------------- | ---- |
| 1    | Michael Watt        | 12   |
| 2    | Ngonidzashe Makusha | 8    |
| 3    | Aleksandr Menkov    | 4    |
| 4    | Marcos Chuva        | 2    |
| 5    | Sebastian Bayer     | 1    |

| Pos. | Atleta            | Pts. |
| ---- | ----------------- | ---- |
| 1    | Phillips Idowu    | 18   |
| 2    | Alexis Copello    | 9    |
| 3    | Benjamin Compaoré | 8    |
| 4    | Sheryf El Sheryf  | 4    |

| Pos. | Atleta                       | Pts. |
| ---- | ---------------------------- | ---- |
| 1    | Dylan Armstrong              | 17   |
| 2    | Reese Hoffa                  | 16   |
| 3    | Christian Cantwell           | 11   |
| 4    | Tomasz Majewski Ryan Whiting | 5    |
| 6    | Andrei Mikhnevich            | 2    |

| Pos. | Atleta                  | Pts. |
| ---- | ----------------------- | ---- |
| 1    | Virgilijus Alekna       | 17   |
| 2    | Robert Harting          | 16   |
| 3    | Gerd Kanter             | 9    |
| 4    | Piotr Małachowski       | 5    |
| 5    | Zoltán Kovágó           | 4    |
| 6    | Frank Casañas Hernández | 4    |
| 7    | Ehsan Hadadi            | 1    |

| Pos. | Atleta              | Pts. |
| ---- | ------------------- | ---- |
| 1    | Matthias de Zordo   | 17   |
| 2    | Andreas Thorkildsen | 14   |
| 3    | Vadims Vasiļevskis  | 4    |
| 4    | Fatih Avan          | 2    |

### Mujeres
| Pos. | Atleta             | Pts. |
| ---- | ------------------ | ---- |
| 1    | Carmelita Jeter    | 22   |
| 2    | Veronica Campbell  | 10   |
| 3    | Kelly-Ann Baptiste | 8    |
| 4    | Ezinne Okparaebo   | 1    |

| Pos. | Atleta                          | Pts. |
| ---- | ------------------------------- | ---- |
| 1    | Carmelita Jeter                 | 13   |
| 2    | Bianca Knight                   | 10   |
| 3    | Allyson Felix                   | 10   |
| 4    | Debbie Ferguson-McKenzie        | 3    |
| 5    | Shelly-Ann Fraser-Pryce         | 2    |
| 6    | Shalonda Solomon Kerron Stewart | 2    |

| Pos. | Atleta                 | Pts. |
| ---- | ---------------------- | ---- |
| 1    | Amantle Montsho        | 28   |
| 2    | Novlene Williams-Mills | 7    |
| 3    | Tatyana Firova         | 2    |
| 4    | Natasha Hastings       | 1    |

| Pos. | Atleta           | Pts. |
| ---- | ---------------- | ---- |
| 1    | Jennifer Meadows | 11   |
| 2    | Kenia Sinclair   | 10   |
| 3    | Mariya Savinova  | 10   |
| 4    | Caster Semenya   | 7    |
| 5    | Halima Hachlaf   | 6    |
| 6    | Alysia Montano   | 4    |
| 7    | Malika Akkaoui   | 4    |
| 8    | Janeth Jepkosgei | 1    |

| Pos. | Atleta                 | Pts. |
| ---- | ---------------------- | ---- |
| 1    | Morgan Uceny           | 19   |
| 2    | Maryam Jusuf Yamal     | 11   |
| 3    | Anna Mishchenko        | 6    |
| 4    | Mariem Alaoui Selsouli | 4    |
| 5    | Kalkidan Gezahegne     | 3    |
| 6    | Ibtissam Lakhouad      | 2    |
| 7    | Siham Hilali           | 1    |

| Pos. | Atleta                        | Pts. |
| ---- | ----------------------------- | ---- |
| 1    | Vivian Cheruiyot              | 20   |
| 2    | Sally Kipyego                 | 6    |
| 3    | Sentayehu Ejigu               | 6    |
| 4    | Linet Masái                   | 5    |
| 5    | Mercy Cherono Helen Clitheroe | 2    |
| 7    | Sylvia Jebiwot Kibet          | 1    |

| Pos. | Atleta               | Pts. |
| ---- | -------------------- | ---- |
| 1    | Milcah Chemos Cheywa | 20   |
| 2    | Sofia Assefa         | 10   |
| 3    | Yuliya Zaripova      | 8    |
| 4    | Mercy Wanjiku        | 6    |
| 5    | Habiba Ghribi        | 5    |
| 6    | Iwot Ayalew          | 2    |
| 7    | Lydia Rotich         | 1    |

| Pos. | Atleta              | Pts. |
| ---- | ------------------- | ---- |
| 1    | Danielle Carruthers | 19   |
| 2    | Sally Pearson       | 12   |
| 3    | Kellie Wells        | 12   |
| 4    | Yvette Lewis        | 4    |

| Pos. | Atleta          | Pts. |
| ---- | --------------- | ---- |
| 1    | Kaliese Spencer | 24   |
| 2    | Melaine Walker  | 10   |
| 3    | Zuzana Hejnová  | 8    |
| 4    | Lashinda Demus  | 8    |
| 5    | Natalia Antiuj  | 2    |

| Pos. | Atleta                                                                         | Pts. |
| ---- | ------------------------------------------------------------------------------ | ---- |
| 1    | Blanka Vlašić                                                                  | 18   |
| 2    | Anna Chícherova                                                                | 6    |
| 3    | Emma Green                                                                     | 5    |
| 4    | Vita Styopina                                                                  | 4    |
| 5    | Melanie Merfort                                                                | 3    |
| 6    | Doreen Amata Nadezhda Dusanova Svetlana Shkolina Levern Spencer Zheng Xingjuan | 2    |
| 11   | Sheree Francis                                                                 | 1    |

| Pos. | Atleta             | Pts. |
| ---- | ------------------ | ---- |
| 1    | Silke Spiegelburg  | 14   |
| 2    | Jennifer Suhr      | 13   |
| 3    | Fabiana Murer      | 10   |
| 4    | Yelena Isinbáyeva  | 6    |
| 5    | Ana Rogowska       | 5    |
| 6    | Svetlana Feofanova | 4    |

| Pos. | Atleta                      | Pts. |
| ---- | --------------------------- | ---- |
| 1    | Brittney Reese              | 23   |
| 2    | Funmi Jimoh                 | 10   |
| 3    | Janay Deloach               | 6    |
| 4    | Nastassia Mironchik-Ivanova | 4    |
| 5    | Ineta Radevica              | 2    |

| Pos. | Atleta         | Pts. |
| ---- | -------------- | ---- |
| 1    | Olha Saladuja  | 24   |
| 2    | Olga Rypakova  | 6    |
| 3    | Mabel Gay      | 5    |
| 4    | Dana Veldáková | 1    |

| Pos. | Atleta                         | Pts. |
| ---- | ------------------------------ | ---- |
| 1    | Valerie Adams                  | 24   |
| 2    | Nadzeya Ostapchuk              | 16   |
| 3    | Jillian Camarena–Williams      | 8    |
| 4    | Cleopatra Borel Nadine Kleiner | 1    |

| Pos. | Atleta                  | Pts. |
| ---- | ----------------------- | ---- |
| 1    | Yarelis Barrios         | 14   |
| 2    | Li Yangfeng             | 13   |
| 3    | Nadine Müller           | 11   |
| 4    | Aretha Thurmond         | 6    |
| 5    | Stephanie Brown Trafton | 5    |
| 6    | Żaneta Glanc            | 2    |

| Pos. | Atleta                         | Pts. |
| ---- | ------------------------------ | ---- |
| 1    | Christina Obegföll             | 28   |
| 2    | Barbora Špotáková              | 10   |
| 3    | Mariya Abakumova               | 9    |
| 4    | Sunette Viljoen                | 6    |
| 5    | Madara Palameika Goldie Sayers | 1    |